# Château du Feu
Le château du Feu est situé à Juvigné, en France.

## Localisation
Le château est situé sur le territoire de la commune de Juvigné, dans le département du Mayenne en région Pays de la Loire, au lieu-dit le Feu.

## Description
Le château du Feu actuel est édifié au XVIIIe siècle sur les vestiges d'un édifice plus ancien, il est implanté sur une plate-forme cernée de douves. Cet espace était complété par une orangerie et une serre. L'édifice se démarque au premier étage par la présence d'alcôves et de cheminées portant les armoiries de la famille de La Corbière, propriétaire dès le XVIIe siècle.

## Historique
Le château du Feu fait l'objet d'une inscription partielle au titre des monuments historiques par arrêté du 26 mai 2010.